# BNO-10-01 – Fertőző és parazitás betegségek
 A BNO-kódrendszer hivatalos nemzetközi forrása az Egészségügyi Világszervezet (WHO) honlapja; az ÁEEK által finanszírozott egészségügyi ellátások tekintetében az aeek.hu az irányadó!
A BNO első fejezete egyes fertőző betegségek kategóriáit tartalmazza. Történelmi okokból elsősorban azok a betegségek kerültek ide, amelyek járványügyi jelentőséggel bírnak. A jellemzően csak szórványosan jelentkező fertőzések a BNO rendszerében általában a szervi lokalizációnak megfelelő fejezetbe kerülnek. Például a tüdőgyulladás a légúti betegségek között található, a BNO X. fejezetében BNO-10-10 – A légzőrendszer betegségei. Sajátos kivételt képeznek az influenza és a hozzá hasonló betegségek, amelyek szintén a X. fejezetben találhatóak, noha járványügyi szempontból nem elhanyagolható a jelentőségük.
Az alábbi hierarchia a nyomtatott magyar kiadásnak (BNO-10, 1995) felel meg.

## Fertőző bélbetegségek (A00–A09)
- A00 Kolera
  - A00.0 Kolera (Vibrio cholerae 01, cholera biovariáns okozta)
  - A00.1 Kolera (Vibrio cholerae 01, El Tor biovariáns okozta)
  - A00.9 Kolera k.m.n.
- A01 Hastífusz és paratífusz
  - A01.0 Hastífusz (typhus abdominalis)
  - A01.1 Paratífusz "A"
  - A01.2 Paratífusz "B"
  - A01.3 Paratífusz "C"
  - A01.4 Paratífusz k.m.n.
- A02 Egyéb salmonella fertőzések
  - A02.0 Salmonella bélhurut
  - A02.1 Salmonella szepszis
  - A02.2 Salmonella helyi fertőzések
  - A02.8 Egyéb meghatározott salmonella fertőzések
  - A02.9 Salmonella fertőzés k.m.n.
- A03 Shigellosis (vérhas)
  - A03.0 Shigellosis, Shigella dysenteriae okozta
  - A03.1 Shigellosis Shigella flexneri miatt
  - A03.2 Shigellosis, Shigella boydii miatt
  - A03.3 Shigellosis, Shigella sonnei miatt
  - A03.8 Egyéb shigellosis
  - A03.9 Shigellosis k.m.n.
- A04 Egyéb baktériumok által okozott bélfertőzések
  - A04.0 Enteropathogén Escherichia coli fertőzés
  - A04.1 Enterotoxikus Escherichia coli fertőzés
  - A04.2 Enteroinvazív Escherichia coli fertőzés
  - A04.3 Enterohaemorrhagiás Escherichia coli fertőzés
  - A04.4 Egyéb Escherichia coli okozta bélfertőzés (Escherichia coli enteritis, k.m.n.)
  - A04.5 Campylobacter okozta bélhurut
  - A04.6 Yersinia enterocolitica okozta bélhurut
  - A04.7 Clostridium difficile okozta vékony- és vastagbélgyulladás
  - A04.8 Egyéb meghatározott baktériumok által okozott bélfertőzések
  - A04.9 Baktériumok által okozott bélfertőzés k.m.n.
- A05 Egyéb, máshova nem osztályozott baktériumok által okozott ételmérgezések
  - A05.0 Staphylococcus által okozott ételmérgezés
  - A05.1 Botulizmus
  - A05.2 Clostridium perfringens [Clostridium welchii] okozta ételmérgezés
  - A05.3 Vibrio parahaemolyticus ételmérgezés
  - A05.4 Bacillus cereus ételmérgezés
  - A05.8 Egyéb meghatározott baktériumok által okozott ételmérgezések
  - A05.9 Bakteriális ételmérgezés, k.m.n.
- A06 Amoebiasis
  - A06.0 Heveny amoebás dysenteria
  - A06.1 Idült bél amoebiasis
  - A06.2 Amoebás vastagbélgyulladás, nem vérhassal járó
  - A06.3 Bél amoeboma
  - A06.4 Amoebás májtályog
  - A06.5 Amoebás tüdőtályog
  - A06.6 Amoebás agytályog
  - A06.7 Bőr amoebiasis
  - A06.8 Egyéb lokalizációjú amoebás fertőzés
  - A06.9 Amoebiasis k.m.n.
- A07 Egyéb protozoon bélbetegségek
  - A07.0 Balantidiasis
  - A07.1 Giardiasis [lambliasis]
  - A07.2 Cryptosporidiosis
  - A07.3 Isosporiasis
  - A07.8 Egyéb meghatározott protozoon bélbetegségek
  - A07.9 Protozoon bélbetegség k.m.n.
- A08 Vírusos és egyéb meghatározott bélfertőzések
  - A08.0 Rotavírus bélhurut
  - A08.1 Norwalk-ágens által okozott heveny gyomor-bélbetegség
  - A08.2 Adenovírus okozta bélhurut
  - A08.3 Egyéb vírusos bélhurut
  - A08.4 Vírusos bélfertőzés k.m.n.
  - A08.5 Egyéb meghatározott bélfertőzések
- A09 Feltételezetten fertőző eredetű hasmenés és gyomor-bélhurut

## Gümőkór (A15–A19)
- A15 Bakteriológiai és szövettani vizsgálattal igazolt légúti gümőkór
  - A15.0 Tüdőgümőkór, a köpet mikroszkópos vizsgálatával, tenyésztéssel, vagy anélkül igazolt
  - A15.1 Tüdőgümőkór, csak tenyésztéssel igazolt
  - A15.2 Tüdőgümőkór, szövettani vizsgálattal kimutatott
  - A15.3 Tüdőgümőkór, k.m.n. módon igazolt
  - A15.4 A mellkasi nyirokcsomók gümőkórja, bakteriológiai és szövettani vizsgálattal igazolt
  - A15.5 A gége, légcső és hörgők gümőkórja, bakteriológiai és szövettani vizsgálattal igazolt
  - A15.6 Gümőkóros mellhártyagyulladás, bakteriológiai és szövettani vizsgálattal igazolt
  - A15.7 Elsődleges légzőszervi gümőkór, bakteriológiai és szövettani vizsgálattal igazolt
  - A15.8 Egyéb légzőszervi gümőkór, bakteriológiai és szövettani vizsgálattal igazolt
  - A15.9 Nem meghatározott légzőszervi gümőkór, bakteriológiai és szövettani vizsgálattal igazolt
- A16 Légzőszervi gümőkór, bakteriológiai vagy szövettani vizsgálattal nem igazolt
  - A16.0 Tüdőgümőkór, negatív bakteriológiai és szövettani vizsgálati eredménnyel
  - A16.1 Tüdőgümőkór, bakteriológiai és szövettani vizsgálat nélkül
  - A16.2 Tüdőgümőkór, bakteriológiai vagy szövettani vizsgálat említése nélkül
  - A16.3 A mellkasi nyirokcsomók gümőkórja, bakteriológiai vagy szövettani vizsgálat említése nélkül
  - A16.4 A gége, légcső és hörgők gümőkórja, bakteriológiai vagy szövettani vizsgálat említése nélkül
  - A16.5 Gümőkóros mellhártyagyulladás, bakteriológiai vagy szövettani vizsgálat említése nélkül
  - A16.7 Primér légzőszervi gümőkór, bakteriológiai vagy szövettani vizsgálat említése nélkül
  - A16.8 Egyéb légzőszervi gümőkór, bakteriológiai vagy szövettani vizsgálat említése nélkül
  - A16.9 Légzőszervi gümőkór k.m.n., bakteriológiai vagy szövettani vizsgálat említése nélkül
- A17 Az idegrendszer gümőkórja
  - A17.0 Gümőkóros agyhártyagyulladás
  - A17.1 Az agyhártyák tuberculomája
  - A17.8 Az idegrendszer egyéb gümőkórja
  - A17.9 Az idegrendszer gümőkórja k.m.n.
- A18 Egyéb szervek gümőkórja
  - A18.0 A csontok és ízületek gümőkórja
  - A18.1 A húgy-ivarszervek gümőkórja
  - A18.2 Gümőkóros perifériás nyirokcsomó betegség
  - A18.3 A bél, a hashártya és a bélfodri mirigyek gümőkórja
  - A18.4 A bőr és a bőralatti szövet gümőkórja
  - A18.5 A szem gümőkórja
  - A18.6 A fül gümőkórja
  - A18.7 Mellékvesék gümőkórja
  - A18.8 Egyéb szervek gümőkórja
- A19 Miliáris gümőkór
  - A19.0 Heveny miliáris gümőkór egy meghatározott helyen
  - A19.1 Heveny miliáris gümőkór több helyen
  - A19.2 Heveny miliáris gümőkór k.m.n.
  - A19.8 Egyéb miliáris gümőkór
  - A19.9 Miliáris gümőkór k.m.n.

## Egyes bakteriális zoonisok (A20–A28)
- A20 Pestis
  - A20.0 Bubópestis
  - A20.1 Cellulocutan pestis
  - A20.2 Tüdőpestis
  - A20.3 Pestises agyhártyagyulladás
  - A20.7 Pestises septicaemia
  - A20.8 Egyéb pestis kórformák
  - A20.9 Pestis k.m.n.
- A21 Tularaemia
  - A21.0 Tularaemia ulceroglandularis
  - A21.1 Tularaemia oculoglandularis
  - A21.2 Tüdő tularaemia
  - A21.3 A gyomor-bélrendszer tularaemiája
  - A21.7 Generalizált tularaemia
  - A21.8 Tularaemia egyéb formái
  - A21.9 Tularaemia k.m.n.
- A22 Lépfene
  - A22.0 Bőr anthrax
  - A22.1 Tüdő anthrax
  - A22.2 Gyomor-bél anthrax
  - A22.7 Anthrax septicaemia
  - A22.8 Az anthrax egyéb formái
  - A22.9 Lépfene k.m.n.
- A23 Brucellosis
  - A23.0 Brucella melitensis által okozott brucellosis
  - A23.1 Brucella abortus által okozott brucellosis
  - A23.2 Brucella suis által okozott brucellosis
  - A23.3 Brucella canis által okozott brucellosis
  - A23.8 Egyéb brucellosis
  - A23.9 Brucellosis k.m.n.
- A24 Takonykór és melioidosis
  - A24.0 Takonykór
  - A24.1 Heveny és fulmináns lefolyású melioidosis
  - A24.2 Félheveny és idült melioidosis
  - A24.3 Egyéb melioidosis
  - A24.4 Melioidosis k.m.n.
- A25 Patkányharapás lázak
  - A25.0 Patkányharapási láz, spirillosis
  - A25.1 Streptobacillosis
  - A25.9 Patkányharapás láz k.m.n.
- A26 Erysipeloid
  - A26.0 Bőr erysipeloid
  - A26.7 Erysipelothrix septicaemia
  - A26.8 Az erysipeloid egyéb formái
  - A26.9 Erysipeloid k.m.n.
- A27 Leptospirosis
  - A27.0 Leptospirosis icterohaemorrhagica [Weil-betegség]
  - A27.8 Leptospirosis egyéb formái
  - A27.9 Leptospirosis k.m.n.
- A28 Egyéb, állatok terjesztette bakteriális betegségek, m.n.o.
  - A28.0 Pasteurellosis
  - A28.1 Macskakarmolás betegség
  - A28.2 Extraintestinális yersiniosis
  - A28.8 Egyéb, más osztályba nem tartozó, állatok terjesztette bakteriális betegségek
  - A28.9 Baktériumok által okozott, állatok terjesztette betegség k.m.n.

## Egyéb baktériumok által okozott betegségek (A30–A49)
- A30 Lepra [Hansen-betegség]
  - A30.0 Lepra [Hansen-betegség] k.m.n.
  - A30.1 Tuberculoid lepra
  - A30.2 Határesetű tuberculoid lepra
  - A30.3 Határesetű lepra
  - A30.4 Határesetű lepromatosus lepra
  - A30.5 Lepromatosus lepra
  - A30.8 Lepra egyéb formái
  - A30.9 Lepra k.m.n.
- A31 Egyéb mycobacteriumok által okozott fertőzés
  - A31.0 Tüdő mycobacterium fertőzés
  - A31.1 Bőr mycobacterium fertőzés
  - A31.8 Egyéb mycobacterium által okozott fertőzések
  - A31.9 Mycobacterium fertőzés k.m.n.
- A32 Listeriosis
  - A32.0 Bőr listeriosis
  - A32.1 Listeria meningitis és meningoencephalitis
  - A32.7 Listeria septicaemia
  - A32.8 Listeriosis egyéb formái
  - A32.9 Listeriosis k.m.n.
- A33 Tetanus neonatorum
- A34 Szülészeti tetanusz
- A35 Egyéb tetanusz
- A36 Diftéria (diphtheria)
  - A36.0 Torokdiftéria
  - A36.1 Orrgarat diftéria
  - A36.2 Gége diftéria
  - A36.3 Bőr diftéria
  - A36.8 Egyéb diftéria
  - A36.9 Diftéria k.m.n.
- A37 Szamárköhögés (pertussis)
  - A37.0 Szamárköhögés, Bordetella pertussis miatt
  - A37.1 Szamárköhögés, Bordetella parapertussis miatt
  - A37.8 Szamárköhögés, egyéb Bordetella fajok miatt
  - A37.9 Szamárköhögés k.m.n.
- A38 Vörheny (scarlatina)
- A39 Meningococcus fertőzés
  - A39.0 Meningococcus okozta agyhártyagyulladás
  - A39.1 Waterhouse-Friderichsen szindróma
  - A39.2 Heveny meningococcaemia
  - A39.3 Idült meningococcaemia
  - A39.4 Meningococcaemia k.m.n.
  - A39.5 A szív meningococcusos betegsége
  - A39.8 Egyéb meningococcus okozta fertőzések
  - A39.9 Meningococcus okozta fertőzés k.m.n.
- A40 Streptococcus septicaemia
  - A40.0 Septicaemia, A csoportú streptococcus miatt
  - A40.1 Septicaemia, B csoportú streptococcus miatt
  - A40.2 Septicaemia, D csoportú streptococcus miatt
  - A40.3 Septicaemia Streptococcus pneumoniae miatt
  - A40.8 Egyéb streptococcus okozta septicaemia
  - A40.9 Septicaemia, streptococcus miatt k.m.n.
- A41 Egyéb septicaemia
  - A41.0 Staphylococcus aureus okozta septicaemia
  - A41.1 Egyéb azonosított staphylococcus okozta septicaemia
  - A41.2 Nem azonosított staphylococcus okozta septicaemia
  - A41.3 Haemophilus influenzae okozta septicaemia
  - A41.4 Anaerob kórokozók okozta septicaemia
  - A41.5 Septicaemia egyéb Gram-negatív kórokozók miatt
  - A41.8 Septicaemia, egyéb meghatározott kórokozóval
  - A41.9 Septicaemia, k.m.n.
- A42 Actinomycosis
  - A42.0 Tüdő actinomycosis
  - A42.1 Hasi actinomycosis
  - A42.2 Nyaki-arci actinomycosis
  - A42.7 Actinomyces septicaemia
  - A42.8 Sugárgomba fertőzés egyéb formái
  - A42.9 Sugárgomba fertőzés k.m.n.
- A43 Nocardiosis
  - A43.0 Tüdő nocardiosis
  - A43.1 Bőr nocardiosis
  - A43.8 Nocardiosis egyéb formái
  - A43.9 Nocardiosis k.m.n.
- A44 Bartonellosis
  - A44.0 Szisztémás bartonellosis
  - A44.1 A bőr, ill. a bőr és nyálkahártya bartonellosisa
  - A44.8 Bartonellosis egyéb formái
  - A44.9 Bartonellosis k.m.n.
- A46 Orbánc (erysipelas)
- A48 Egyéb baktériumok okozta betegségek m.n.o.
  - A48.0 Gázgangréna
  - A48.1 Legionárius betegség
  - A48.2 Nem pneumoniás legionárius betegség [Pontiac-láz]
  - A48.3 Toxikus shock szindróma
  - A48.4 Brazil purpurás láz
  - A48.8 Egyéb baktériumok okozta betegségek m.n.o.
- A49 Bakteriális fertőzés k.m.n. lokalizációban
  - A49.0 Staphylococcus fertőzés k.m.n. lokalizációban
  - A49.1 Streptococcus fertőzés k.m.n. lokalizációban
  - A49.2 Haemophilus influenzae fertőzés k.m.n. lokalizációban
  - A49.3 Mycoplasma fertőzés k.m.n. lokalizációban
  - A49.8 Egyéb bakteriális fertőzések k.m.n. lokalizációban
  - A49.9 Bakteriális fertőzés k.m.n.

## Főként szexuális úton terjedő fertőzések (A50–A64)
- A50 Veleszületett szifilisz
  - A50.0 Friss, veleszületett szifilisz, tünetekkel
  - A50.1 Korai, veleszületett szifilisz, látens
  - A50.2 Korai veleszületett szifilisz, k.m.n.
  - A50.3 Késői veleszületett szifiliszes szembetegség
  - A50.4 Késői veleszületett neuroszifilisz [juvenilis neuroszifilisz]
  - A50.5 Egyéb késői veleszületett szifilisz, tünetekkel
  - A50.6 Késői veleszületett szifilisz, látens
  - A50.7 Késői veleszületett vérbaj, k.m.n.
  - A50.9 Veleszületett vérbaj, k.m.n.
- A51 Korai szifilisz
  - A51.0 Az ivarszervek elsődleges szifilisze
  - A51.1 A végbél elsődleges szifilisze
  - A51.2 Elsődleges szifilisz, egyéb lokalizációban
  - A51.3 A bőr és a nyálkahártya másodlagos szifilisze
  - A51.4 Egyéb másodlagos szifilisz
  - A51.5 Friss vérbaj, látens
  - A51.9 Friss vérbaj k.m.n.
- A52 Késői szifilisz
  - A52.0 Szív- és érrendszeri szifilisz
  - A52.1 Szimptómás neuroszifilisz
  - A52.2 Aszimptomatikus neuroszifilisz
  - A52.3 Neuroszifilisz k.m.n.
  - A52.7 Egyéb késői vérbaj
  - A52.8 Késői látens vérbaj
  - A52.9 Késői vérbaj, k.m.n.
- A53 Egyéb és k.m.n. szifilisz
  - A53.0 Vérbaj k.m.n. friss vagy késői
  - A53.9 Vérbaj k.m.n.
- A54 Kankós fertőzés (gonorrhoea)
  - A54.0 A húgyivarrendszer alsó szakaszának kankós fertőzése, a húgycső körüli vagy a járulékos mirigyek tályogja nélkül
  - A54.1 A húgyivarrendszer alsó szakaszának kankós fertőzése, a húgycső körüli és járulékos mirigyek tályogjával
  - A54.2 Kankós medencei hashártyagyulladás és a húgyivarrendszer egyéb kankós fertőzései
  - A54.3 A szem kankós fertőzése
  - A54.4 A csont-izomrendszer kankós fertőzése
  - A54.5 Kankós torokgyulladás
  - A54.6 A végbélnyílás és a végbél kankós fertőzése
  - A54.8 Egyéb kankós fertőzések
  - A54.9 Kankós fertőzés k.m.n.
- A55 Chlamydia lymphogranuloma (venereum)
- A56 Szexuális úton terjedő, chlamydiák által okozott egyéb betegségek
  - A56.0 A húgyivarrendszer alsó szakaszának chlamydia fertőzése
  - A56.1 A medencei hashártya és egyéb húgyivarrendszeri szervek chlamydia fertőzése
  - A56.2 A húgyivarrendszer chlamydiás fertőzése k.m.n.
  - A56.3 A végbél és a végbélnyílás chlamydiás fertőzése
  - A56.4 A garat chlamydiás fertőzése
  - A56.8 Egyéb lokalizációjú, szexuális úton terjedő chlamydia-fertőzés
- A57 Lágyfekély (ulcus molle)
- A58 Granuloma inguinale
- A59 Trichomoniasis
  - A59.0 A húgyivarrendszer trichomoniasisa
  - A59.8 Egyéb lokalizációjú trichomoniasis
  - A59.9 Trichomoniasis k.m.n.
- A60 Herpeszvírus [herpes simplex] okozta anogenitális fertőzés
  - A60.0 A nemi és a húgyivari szervek herpeszvírus fertőzése
  - A60.1 A végbélnyílás körüli bőr és a végbél herpeszvírus fertőzése
  - A60.9 Anogenitális herpeszvírus fertőzés k.m.n.
- A63 Egyéb, főleg szexuális úton terjedő betegségek, m.n.o.
  - A63.0 Anogenitális (venereás) csomók
  - A63.8 Egyéb meghatározott, főként szexuális úton terjedő betegségek
- A64 Szexuális úton terjedő, nem meghatározott betegségek

## Egyéb spirochaeták által okozott betegségek (A65–A69)
- A65 Nem venereás szifilisz
- A66 Framboesia
  - A66.0 Korai framboesiás elváltozások
  - A66.1 Multiplex papilloma és "wet crab" framboesia
  - A66.2 Egyéb korai framboesiás bőrléziók
  - A66.3 Framboesiás hyperkeratosis
  - A66.4 Framboesiás gummák és fekélyek
  - A66.5 Gangosa
  - A66.6 Csont és ízületi framboesiás léziók
  - A66.7 Egyéb framboesiás manifesztációk
  - A66.8 Látens framboesia
  - A66.9 Framboesia k.m.n.
- A67 Pinta [carate] [Treponema carateum fertőzés]
  - A67.0 Elsődleges léziók pintában
  - A67.1 Közbülső léziók pintában
  - A67.2 Késői léziók pintában
  - A67.3 Vegyes léziók pintában
  - A67.9 Pinta k.m.n.
- A68 Visszatérő lázak
  - A68.0 Tetű által terjesztett visszatérő láz
  - A68.1 Kullancs által terjesztett visszatérő láz
  - A68.9 Visszatérő láz k.m.n.
- A69 Egyéb spirochaeta fertőzések
  - A69.0 Nekrotizáló fekélyes stomatitis
  - A69.1 Egyéb Vincent-típusú fertőzés
  - A69.2 Lyme kór
  - A69.8 Egyéb meghatározott spirochaeta fertőzés
  - A69.9 Spirochaeta fertőzés, k.m.n.

## Egyéb, chlamydiák által okozott betegségek (A70–A74)
- A70 Chlamydia psittaci fertőzés
- A71 Trachoma
  - A71.0 Trachoma kezdeti szakasza
  - A71.1 Trachoma aktív szakasza
  - A71.9 Trachoma, k.m.n.
- A74 Chlamydiák által okozott egyéb betegségek
  - A74.0 Chlamydiás kötőhártyagyulladás
  - A74.8 Egyéb chlamydia okozta betegségek
  - A74.9 Chlamydia fertőzés, k.m.n.

## Rickettsiosisok (A75–A79)
- A75 Kiütéses tífusz (typhus exanthematicus)
  - A75.0 Rickettsia prowazeki okozta, tetű által terjesztett kiütéses tífusz
  - A75.1 Kiújuló (visszatérő) kiütéses tífusz [Brill-kór]
  - A75.2 Rickettsia typhi fertőzés
  - A75.3 Rickettsia tsutsugamushi okozta kiütéses tífusz
  - A75.9 Kiütéses tífusz k.m.n.
- A77 Foltos lázak [kullancs által terjesztett rickettsiosisok]
  - A77.0 Foltos láz Rickettsia rickettsii miatt
  - A77.1 Foltos láz Rickettsia conorii miatt
  - A77.2 Foltos láz Rickettsia siberica miatt (szibériai foltos láz)
  - A77.3 Foltos láz Rickettsia australis miatt
  - A77.8 Egyéb foltos lázak
  - A77.9 Foltos láz k.m.n.
- A78 Q láz
- A79 Egyéb rickettsiosisok
  - A79.0 Lövészárok láz
  - A79.1 Rickettsia-himlő Rickettsia akari miatt
  - A79.8 Egyéb meghatározott rickettsiosisok
  - A79.9 Rickettsiosis k.m.n.

## A központi idegrendszer vírusfertőzései (A80–A89)
- A80 Heveny poliomyelitis
  - A80.0 Heveny poliomyelitis, vaccinálás következtében
  - A80.1 Heveny poliomyelitis, vad vírus, behurcolt
  - A80.2 Heveny poliomyelitis, vad vírus, honi
  - A80.3 Heveny poliomyelitis egyéb és k.m.n.
  - A80.4 Heveny, nem bénulásos poliomyelitis
  - A80.9 Heveny poliomyelitis k.m.n.
- A81 A központi idegrendszer atípusos vírusfertőzései
  - A81.0 Creutzfeldt-Jakob betegség
  - A81.1 Subacut sclerotizáló panencephalitis
  - A81.2 Progresszív, multifokális leukoencephalopathia
  - A81.8 A központi idegrendszer egyéb atípusos vírusfertőzése
  - A81.9 A központi idegrendszer atípusos vírusfertőzése, k.m.n.
- A82 Veszettség [rabies, lyssa]
  - A82.0 Erdei veszettség
  - A82.1 Városi veszettség
  - A82.9 Veszettség k.m.n.
- A83 Szúnyog által terjesztett vírusos agyvelőgyulladás
  - A83.0 Japán encephalitis
  - A83.1 Nyugati ló-encephalitis
  - A83.2 Keleti ló-encephalitis
  - A83.3 Saint Louis encephalitis
  - A83.4 Ausztrál encephalitis
  - A83.5 Kaliforniai encephalitis
  - A83.6 Rocio-vírus betegség
  - A83.8 Egyéb szúnyog által terjesztett vírusos agyvelőgyulladás
  - A83.9 Szúnyog által terjesztett vírusos agyvelőgyulladás k.m.n.
- A84 Kullancs által terjesztett vírusos agyvelőgyulladás
  - A84.0 Távol-keleti kullancs encephalitis [Orosz tavaszi-nyári encephalitis]
  - A84.1 Közép-európai kullancs encephalitis
  - A84.8 Egyéb kullancs által terjesztett vírusos agyvelőgyulladás
  - A84.9 Kullancs által terjesztett vírusos agyvelőgyulladás k.m.n.
- A85 Egyéb vírusos agyvelőgyulladás, m.n.o.
  - A85.0 Enterovírus okozta agyvelőgyulladás
  - A85.1 Adenovírus okozta agyvelőgyulladás
  - A85.2 Ízeltlábúak által terjesztett agyvelőgyulladás, k.m.n.
  - A85.8 Egyéb meghatározott vírusos agyvelőgyulladás
- A86 Vírusos agyvelőgyulladás k.m.n.
- A87 Vírusos agyhártyagyulladás
  - A87.0 Enterovírus által okozott agyhártyagyulladás
  - A87.1 Adenovírus által okozott agyhártyagyulladás
  - A87.2 Lymphocytás choriomeningitis
  - A87.8 Egyéb vírusos agyhártyagyulladás
  - A87.9 Vírusos agyhártyagyulladás k.m.n.
- A88 A központi idegrendszer egyéb vírusfertőzései m.n.o.
  - A88.0 Enterovírus által okozott kiütéses láz [Bostoni kiütéses láz]
  - A88.1 Járványos szédülés
  - A88.8 A központi idegrendszer egyéb meghatározott vírusfertőzései
- A89 A központi idegrendszer vírusfertőzései k.m.n.

## Ízeltlábúak által terjesztett vírusos lázak és vírusos vérzéses lázak (A90–A99)
- A90 Dengue láz [klasszikus dengue]
- A91 Haemorrhagiás dengue láz
- A92 Egyéb szúnyog által terjesztett vírusos láz
  - A92.0 Chikungunya vírus betegség
  - A92.1 O'nyong-nyong láz
  - A92.2 Venezuelai ló-láz
  - A92.3 Nyugat-nílusi vírusfertőzés
  - A92.4 Rift Valley láz
  - A92.8 Egyéb meghatározott, szúnyog által terjesztett vírusos lázak
  - A92.9 Szúnyog által terjesztett vírusos láz, k.m.n.
- A93 Egyéb ízeltlábúak által terjesztett vírusos láz, m.n.o.
  - A93.0 Oropouche vírus betegség
  - A93.1 Phlebotomus papatasii láz
  - A93.2 Kolorádói kullancs-láz
  - A93.8 Egyéb meghatározott, ízeltlábúak által terjesztett vírusos lázak
- A94 Ízeltlábúak által terjesztett vírusos láz, k.m.n.
- A95 Sárgaláz (febris flava)
  - A95.0 Erdei sárgaláz
  - A95.1 Városi sárgaláz
  - A95.9 Sárgaláz k.m.n.
- A96 Arenavírus haemorrhagiás láz
  - A96.0 Junin haemorrhagiás láz
  - A96.1 Machupo haemorrhagiás láz
  - A96.2 Lassa-láz
  - A96.8 Egyéb arenavírus haemorrhagiás lázak
  - A96.9 Arenavírus haemorrhagiás láz k.m.n.
- A98 Egyéb vírusos haemorrhagiás lázak, m.n.o.
  - A98.0 Krími-kongói haemorrhagiás láz
  - A98.1 Omszki haemorrhagiás láz
  - A98.2 Kyasanur Forest betegség
  - A98.3 Marburg vírus betegség
  - A98.4 Ebola vírus betegség
  - A98.5 Haemorrhagiás láz veseszindrómával
  - A98.8 Egyéb meghatározott vírusos haemorrhagiás lázak
- A99 Vírusos haemorrhagiás láz, k.m.n.

## A bőr és a nyálkahártyák elváltozásával járó vírusfertőzések (B00–B09)
- B00 Herpeszvírus [herpes simplex] fertőzések
  - B00.0 Ekzema herpeticum
  - B00.1 Herpesz vírus által okozott hólyagos bőrgyulladás
  - B00.2 Herpeszvírus által okozott gingivostomatitis és pharyngotonsillitis
  - B00.3 Herpeszvírus agyhártyagyulladás
  - B00.4 Herpeszvírus agyvelőgyulladás
  - B00.5 A szem herpeszvírus betegsége
  - B00.7 Disszeminált herpeszvírus betegség
  - B00.8 Herpeszvírus fertőzés egyéb formái
  - B00.9 Herpeszvírus fertőzés, k.m.n.
- B01 Bárányhimlő
  - B01.0 Agyhártyagyulladás bárányhimlő miatt
  - B01.1 Agyvelőgyulladás bárányhimlő miatt
  - B01.2 Tüdőgyulladás bárányhimlő miatt
  - B01.8 Bárányhimlő egyéb szövődménnyel
  - B01.9 Bárányhimlő szövődmény nélkül
- B02 Övsömör [herpes zoster]
  - B02.0 Zoster agyvelőgyulladás
  - B02.1 Zoster agyhártyagyulladás
  - B02.2 Zoster egyéb idegrendszeri érintettséggel
  - B02.3 A szem zoster-betegsége
  - B02.7 Disszeminált zoster
  - B02.8 Zoster egyéb szövődményekkel
  - B02.9 Zoster szövődmény nélkül
- B03 Himlő (variola vera)
- B04 Majomhimlő
- B05 Kanyaró
  - B05.0 Agyvelőgyulladással szövődött kanyaró
  - B05.1 Agyhártyagyulladással szövődött kanyaró
  - B05.2 Tüdőgyulladással szövődött kanyaró
  - B05.3 Középfülgyulladással szövődött kanyaró
  - B05.4 Bélszövődményekkel járó kanyaró
  - B05.8 Kanyaró egyéb szövődményekkel
  - B05.9 Kanyaró szövődmény nélkül
- B06 Rózsahimlő (rubeola)
  - B06.0 Rózsahimlő idegrendszeri szövődményekkel
  - B06.8 Rózsahimlő egyéb szövődményekkel
  - B06.9 Rózsahimlő szövődmény nélkül
- B07 Vírusos szemölcsök
- B08 A bőr és a nyálkahártyák lézióival járó egyéb vírusfertőzések, m.n.o.
  - B08.0 Egyéb orthopox vírusfertőzések
  - B08.1 Molluscum contagiosum
  - B08.2 Exanthema subitum [hatodik betegség]
  - B08.3 Erythema infectiosum [ötödik betegség]
  - B08.4 Enterovírusos vesiculáris stomatitis kiütéssel
  - B08.5 Enterovírusos hólyagos torokgyulladás
  - B08.8 A bőr és a nyálkahártyák lézióival járó egyéb, meghatározott vírusfertőzések
- B09 A bőr és a nyálkahártyák elváltozásaival járó vírusfertőzés k.m.n.

## Vírusos májgyulladás (hepatitis virosa) (B15–B19)
- B15 Akut hepatitis A
  - B15.0 A típusú hepatitis májkómával
  - B15.9 A típusú hepatitis májkóma nélkül
- B16 Akut hepatitis B
  - B16.0 B típusú akut hepatitis delta-ágenssel (együttfertőzés), májkómával
  - B16.1 B típusú akut hepatitis delta-ágenssel (együttfertőzés), májkóma nélkül
  - B16.2 B típusú akut hepatitis delta-ágens nélkül, májkómával
  - B16.9 B típusú akut hepatitis delta-ágens és májkóma nélkül
- B17 Egyéb vírusos akut hepatitis
  - B17.0 Hepatitis B hordozó akut delta-(felül-)fertőzése
  - B17.1 Akut hepatitis C
  - B17.2 Akut hepatitis E
  - B17.8 Egyéb meghatározott akut vírusos hepatitis
- B18 Krónikus vírusos hepatitis
  - B18.0 Krónikus vírusos B típusú hepatitis delta-ágenssel
  - B18.1 Krónikus vírusos B típusú hepatitis delta-ágens nélkül
  - B18.2 Krónikus vírusos C típusú hepatitis
  - B18.8 Egyéb krónikus vírusos hepatitis
  - B18.9 Krónikus vírusos hepatitis k.m.n.
- B19 Vírushepatitis k.m.n.
  - B19.0 Vírushepatitis kómával k.m.n.
  - B19.9 Vírushepatitis kóma nélkül k.m.n.

## Humán immunodeficiencia vírus (HIV) betegség (B20–B24)
- B20 Fertőző és parazitás betegségeket eredményező HIV betegség
  - B20.0 Mycobacteriális fertőzést eredményező HIV betegség
  - B20.1 Egyéb bakteriális fertőzést eredményező HIV betegség
  - B20.2 Cytomegalovírus betegséget eredményező HIV betegség
  - B20.3 Egyéb vírusfertőzést eredményező HIV betegség
  - B20.4 Candidiasist eredményező HIV betegség
  - B20.5 Egyéb gombás fertőzést eredményező HIV betegség
  - B20.6 Pneumocystis jirovecii tüdőgyulladást eredményező HIV betegség
  - B20.7 Többféle fertőzést eredményező HIV betegség
  - B20.8 Egyéb fertőző és parazitás betegséget eredményező HIV betegség
  - B20.9 K.m.n. fertőző vagy parazitás betegséget eredményező HIV betegség
- B21 Rosszindulatú daganatokat eredményező HIV betegség
  - B21.0 Kaposi-sarcomát eredményező HIV betegség
  - B21.1 Burkitt lymphomát eredményező HIV betegség
  - B21.2 Egyéb non-Hodgkin lymphomát eredményező HIV betegség
  - B21.3 A nyirok, vérképző és kapcsolt szövetek egyéb rosszindulatú daganatait eredményező HIV betegség
  - B21.7 Többféle rosszindulatú daganatot eredményező HIV betegség
  - B21.8 Egyéb rosszindulatú daganatot eredményező HIV betegség
  - B21.9 Nem meghatározott rosszindulatú daganatot eredményező HIV betegség
- B22 Egyéb meghatározott betegségeket eredményező HIV betegség
  - B22.0 Agyvelőbántalmat eredményező HIV betegség
  - B22.1 Lymphoid interstitialis pneumonitist eredményező HIV betegség
  - B22.2 Fogyásos szindrómát eredményező HIV betegség
  - B22.7 Többféle, máshova osztályozott betegséget eredményező HIV betegség
- B23 Egyéb állapotokat eredményező HIV betegség
  - B23.0 Heveny HIV-fertőzés tünetcsoport
  - B23.1 Generalizált perzisztáló lymphadenopathiát okozó HIV betegség
  - B23.2 M.n.o. haematológiai és immunológiai rendellenességeket okozó HIV betegség
  - B23.8 Egyéb meghatározott állapotokat okozó HIV betegség
- B24 HIV betegség k.m.n.

## Egyéb vírusbetegségek (B25–B34)
- B25 Cytomegalovírus betegség
  - B25.0 Cytomegalovírus pneumonitis
  - B25.1 Cytomegalovírus májgyulladás
  - B25.2 Cytomegalovírus hasnyálmirigy-gyulladás
  - B25.8 Egyéb cytomegalovírus betegségek
  - B25.9 Cytomegalovírus betegség k.m.n.
- B26 Parotitis epidemica (mumpsz)
  - B26.0 Mumps-orchitis
  - B26.1 Mumps-meningitis
  - B26.2 Mumps-encephalitis
  - B26.3 Mumps-pancreatitis
  - B26.8 Járványos parotitis egyéb szövődményekkel
  - B26.9 Járványos parotitis szövődmény nélkül
- B27 Mononucleosis infectiosa
  - B27.0 Gammaherpeszvírus mononucleosis
  - B27.1 Cytomegalovírus mononucleosis
  - B27.8 Egyéb fertőző mononucleosis
  - B27.9 Fertőző mononucleosis k.m.n.
- B30 Vírusos kötőhártyagyulladás
  - B30.0 Keratoconjunctivitis adenovírus miatt
  - B30.1 Kötőhártyagyulladás adenovírus miatt
  - B30.2 Vírusos pharyngoconjunctivitis
  - B30.3 Heveny járványos vérzéses conjunctivitis (enterovírusos)
  - B30.8 Egyéb vírusos conjunctivitis
  - B30.9 Vírusos conjunctivitis k.m.n.
- B33 Egyéb vírusos betegségek, m.n.o.
  - B33.0 Myalgia epidemica
  - B33.1 Ross River betegség
  - B33.2 Vírusos carditis
  - B33.3 Retrovírus fertőzések, m.n.o.
  - B33.4 Hantavírus (cardio)-pulmonális szindróma [HPS] [HPCS]
  - B33.8 Egyéb meghatározott vírusbetegségek
- B34 Nem meghatározott lokalizációjú vírusfertőzés
  - B34.0 Adenovírus fertőzés k.m.n. lokalizációban
  - B34.1 Enterovírus fertőzés k.m.n. lokalizációban
  - B34.2 Coronavírus fertőzés k.m.n. lokalizációban
  - B34.3 Parvovírus fertőzés k.m.n. lokalizációban
  - B34.4 Papovavírus fertőzés k.m.n. lokalizációban
  - B34.8 Egyéb vírusfertőzések nem meghatározott helyen
  - B34.9 Vírusos fertőzés k.m.n.

## Mycosisok (B35–B49)
- B35 Dermatophytosis
  - B35.0 Tinea barbae és tinea capitis
  - B35.1 Tinea unguium
  - B35.2 Tinea a kézen
  - B35.3 Tinea a lábon
  - B35.4 Tinea a testen
  - B35.5 Tinea imbricata
  - B35.6 Tinea a lábszáron
  - B35.8 Egyéb dermatophytosisok
  - B35.9 Dermatophytosis, k.m.n.
- B36 Egyéb felületes mycosisok
  - B36.0 Pityriasis versicolor
  - B36.1 Tinea nigra
  - B36.2 Fehér piedra
  - B36.3 Fekete piedra
  - B36.8 Egyéb meghatározott felületes gombás bőrbetegségek
  - B36.9 Gombás felületes bőrbetegség, k.m.n.
- B37 Candidiasis
  - B37.0 Candidiasisos stomatitis
  - B37.1 Tüdő candidiasis
  - B37.2 A bőr és a köröm candidiasisa
  - B37.3 A hüvely és a vulva candidiasisa
  - B37.4 Egyéb húgyivarszervi lokalizációjú candidiasis
  - B37.5 Candida okozta agyhártyagyulladás
  - B37.6 Candida okozta endocarditis
  - B37.7 Candida szepszis
  - B37.8 Egyéb lokalizációjú candidiasis
  - B37.9 Candidiasis, k.m.n.
- B38 Coccidioidomycosis
  - B38.0 Heveny pulmonális coccidioidomycosis
  - B38.1 Idült pulmonális coccidioidomycosis
  - B38.2 Pulmonális coccidioidomycosis, k.m.n.
  - B38.3 Bőr coccidioidomycosis
  - B38.4 Coccidioidomycosis okozta agyhártyagyulladás
  - B38.7 Disszeminált coccidioidomycosis
  - B38.8 Coccidioidomycosis egyéb formái
  - B38.9 Coccidioidomycosis, k.m.n.
- B39 Histoplasmosis
  - B39.0 Heveny pulmonális histoplasmosis capsulati
  - B39.1 Idült pulmonális histoplasmosis capsulati
  - B39.2 Pulmonális histoplasmosis capsulati k.m.n.
  - B39.3 Disszeminált histoplasmosis capsulati
  - B39.4 Histoplasmosis capsulati k.m.n.
  - B39.5 Histoplasmosis duboisii
  - B39.9 Histoplasmosis, k.m.n.
- B40 Blastomycosis
  - B40.0 Heveny pulmonális blastomycosis
  - B40.1 Idült pulmonális blastomycosis
  - B40.2 Pulmonális blastomycosis, k.m.n.
  - B40.3 Bőr blastomycosis
  - B40.7 Disszeminált blastomycosis
  - B40.8 Blastomycosis egyéb formái
  - B40.9 Blastomycosis, k.m.n.
- B41 Paracoccidioidomycosis
  - B41.0 Tüdő paracoccidioidomycosis
  - B41.7 Disszeminált paracoccidioidomycosis
  - B41.8 Paracoccidioidomycosis egyéb formái
  - B41.9 Paracoccidioidomycosis, k.m.n.
- B42 Sporotrichosis
  - B42.0 Tüdő sporotrichosis
  - B42.1 Lymphocután sporotrichosis
  - B42.7 Disszeminált sporotrichosis
  - B42.8 Sporotrichosis egyéb formái
  - B42.9 Sporotrichosis, k.m.n.
- B43 Chromomycosis és phaeomycoticus tályog
  - B43.0 Bőr chromomycosis
  - B43.1 Phaeomycoticus agytályog
  - B43.2 Bőr alatti phaeomycoticus tályog és cysta
  - B43.8 Chromomycosis egyéb formái
  - B43.9 Chromomycosis, k.m.n.
- B44 Aspergillosis
  - B44.0 Invazív tüdő aspergillosis
  - B44.1 Egyéb tüdő aspergillosis
  - B44.2 Tonsilla aspergillosis
  - B44.7 Disszeminált aspergillosis
  - B44.8 Aspergillosis egyéb formái
  - B44.9 Aspergillosis, k.m.n.
- B45 Cryptococcosis
  - B45.0 Tüdő cryptococcosis
  - B45.1 Agyi cryptococcosis
  - B45.2 Bőr cryptococcosis
  - B45.3 Csont cryptococcosis
  - B45.7 Disszeminált cryptococcosis
  - B45.8 Cryptococcosis egyéb formái
  - B45.9 Cryptococcosis, k.m.n.
- B46 Zygomycosis
  - B46.0 A tüdő mucormycosisa
  - B46.1 Rhinocerebrális mucormycosis
  - B46.2 Gastrointestinális mucormycosis
  - B46.3 Bőr mucormycosis
  - B46.4 Disszeminált mucormycosis
  - B46.5 Mucormycosis, k.m.n.
  - B46.8 Egyéb zygomycosisok
  - B46.9 Zygomycosis, k.m.n.
- B47 Mycetoma
  - B47.0 Eumycetoma
  - B47.1 Actinomycetoma
  - B47.9 Mycetoma, k.m.n.
- B48 Egyéb mycosisok, m.n.o.
  - B48.0 Lobomycosis
  - B48.1 Rhinosporidiosis
  - B48.2 Allescheriasis
  - B48.3 Geotrichosis
  - B48.4 Penicillosis
  - B48.7 Opportunista gombás fertőzések
  - B48.8 Egyéb meghatározott gombás fertőzések
- B49 Mycosis k.m.n.

## Protozoonok által okozott betegségek (B50–B64)
- B50 Plasmodium falciparum malária
  - B50.0 Plasmodium falciparum malária agyi szövődményekkel
  - B50.8 Egyéb súlyos és szövődményes Plasmodium falciparum malária
  - B50.9 Plasmodium falciparum malária, k.m.n.
- B51 Plasmodium vivax malária
  - B51.0 Plasmodium vivax malária léprepedéssel
  - B51.8 Plasmodium vivax malária egyéb szövődményekkel
  - B51.9 Plasmodium vivax malária szövődmény nélkül
- B52 Plasmodium malariae malária
  - B52.0 Plasmodium malariae malária nephropathiával
  - B52.8 Plasmodium malariae malária egyéb szövődményekkel
  - B52.9 Plasmodium malariae malária szövődmény nélkül
- B53 Egyéb parazitológiai vizsgálattal igazolt malária
  - B53.0 Plasmodium ovale malária
  - B53.1 Majom Plasmodiumok által okozott malária
  - B53.8 Egyéb parazitológiai vizsgálattal igazolt malária, m.n.o.
- B54 Malária k.m.n.
- B55 Leishmaniasis
  - B55.0 Zsigeri leishmaniasis
  - B55.1 Bőr leishmaniasis
  - B55.2 Bőr-nyálkahártya leishmaniasis
  - B55.9 Leishmaniasis, k.m.n.
- B56 Afrikai trypanosomiasis
  - B56.0 Gambiai trypanosomiasis
  - B56.1 Rhodesiai trypanosomiasis
  - B56.9 Afrikai trypanosomiasis, k.m.n.
- B57 Chagas-kór
  - B57.0 Heveny Chagas-kór a szív érintettségével
  - B57.1 Heveny Chagas-kór a szív érintettsége nélkül
  - B57.2 Chagas-kór (idült) a szív érintettségével
  - B57.3 Chagas-kór (idült) az emésztőrendszer érintettségével
  - B57.4 Chagas-kór (idült) az idegrendszer érintettségével
  - B57.5 Chagas-kór (idült) egyéb szervek érintettségével
- B58 Toxoplasmosis
  - B58.0 Toxoplasma által okozott szembetegség
  - B58.1 Toxoplasma hepatitis
  - B58.2 Toxoplasmás meningoencephalitis
  - B58.3 Pulmonális toxoplasmosis
  - B58.8 Toxoplasmosis egyéb szervek érintettségével
  - B58.9 Toxoplasmosis, k.m.n.
- B59 Pneumocystosis
- B60 Egyéb protozoon betegségek, m.n.o.
  - B60.0 Babesiosis
  - B60.1 Acanthamoebiasis
  - B60.2 Naegleriasis
  - B60.8 Egyéb meghatározott protozoon betegségek
- B64 Protozoon betegség, k.m.n.

## Helminthiasisok (B65–B83)
- B65 Schistosomiasis [bilharziasis]
  - B65.0 Schistosoma haematobium által okozott schistosomiasis [a húgyutak schistosomiasisa]
  - B65.1 Schistosoma mansoni által okozott schistosomiasis [bél schistosomiasis]
  - B65.2 Schistosoma japonicum által okozott schistosomiasis
  - B65.6 Cercariás bőrgyulladás
  - B65.8 Egyéb schistosomiasisok
  - B65.9 Schistosomiasis, k.m.n.
- B66 Egyéb mételyfertőzések
  - B66.0 Opisthorchiasis
  - B66.1 Clonorchiasis
  - B66.2 Dicrocoeliasis
  - B66.3 Fascioliasis
  - B66.4 Paragonimiasis
  - B66.5 Fasciolopsiasis
  - B66.8 Egyéb meghatározott mételyfertőzések
  - B66.9 Mételyfertőzés, k.m.n.
- B67 Echinococcosis
  - B67.0 A máj Echinococcus granulosus fertőzése
  - B67.1 A tüdő Echinococcus granulosus fertőzése
  - B67.2 A csont Echinococcus granulosus fertőzése
  - B67.3 Echinococcus granulosus fertőzés egyéb és több helyen
  - B67.4 Echinococcus granulosus fertőzés, k.m.n.
  - B67.5 A máj Echinococcus multilocularis fertőzése
  - B67.6 Echinococcus multilocularis fertőzés, egyéb és több helyen
  - B67.7 Echinococcus multilocularis fertőzés, k.m.n.
  - B67.8 A máj echinococcosisa, k.m.n.
  - B67.9 Echinococcosis, egyéb és k.m.n.
- B68 Taeniasis
  - B68.0 Taenia solium taeniasis
  - B68.1 Taenia saginata taeniasis
  - B68.9 Taeniasis, k.m.n.
- B69 Cysticercosis
  - B69.0 A központi idegrendszer cysticercosisa
  - B69.1 A szem cysticercosisa
  - B69.8 Egyéb lokalizációjú cysticercosis
  - B69.9 Cysticercosis, k.m.n.
- B70 Diphyllobothriosis és sparganosis
  - B70.0 Diphyllobothriosis
  - B70.1 Sparganosis
- B71 Egyéb cestoda fertőzések
  - B71.0 Hymenolepiasis
  - B71.1 Dipylidiasis
  - B71.8 Egyéb meghatározott cestoda fertőzések
  - B71.9 Cestoda fertőzés, k.m.n.
- B72 Dracunculiasis
- B73 Onchocerciasis
- B74 Filariasis
  - B74.0 Wuchereria bancrofti okozta filariasis
  - B74.1 Brugia malayi okozta filariasis
  - B74.2 Brugia timori okozta filariasis
  - B74.3 Loiasis
  - B74.4 Mansonelliasis
  - B74.8 Egyéb filariasisok
  - B74.9 Filariasis, k.m.n.
- B75 Trichinellosis
- B76 Horogféreg betegség
  - B76.0 Ancylostomiasis
  - B76.1 Necatoriasis
  - B76.8 Egyéb horogféreg betegségek
  - B76.9 Horogféreg betegség, k.m.n.
- B77 Ascariasis
  - B77.0 Ascariasis bélszövődményekkel
  - B77.8 Ascariasis egyéb szövődményekkel
  - B77.9 Ascariasis, k.m.n.
- B78 Strongyloidiasis
  - B78.0 Bél strongyloidiasis
  - B78.1 Bőr strongyloidiasis
  - B78.7 Disszeminált strongyloidiasis
  - B78.9 Strongyloidiasis, k.m.n.
- B79 Trichuriasis
- B80 Enterobiasis
- B81 Egyéb bél helminthiasisok, m.n.o.
  - B81.0 Anisakiasis
  - B81.1 Bél capillariasis
  - B81.2 Trichostrongyliasis
  - B81.3 Bél angiostrongyliasis
  - B81.4 Kevert bél helminthiasisok
  - B81.8 Egyéb meghatározott bél helminthiasisok
- B82 Bélparazitosis k.m.n.
  - B82.0 Bél helminthiasis, k.m.n.
  - B82.9 Bélparazitosis, k.m.n.
- B83 Egyéb helminthiasisok
  - B83.0 Zsigeri vándorló lárva
  - B83.1 Gnathostomiasis
  - B83.2 Parastrongylus cantonensis okozta angiostrongyliasis
  - B83.3 Syngamiasis
  - B83.4 Belső hirudiniasis
  - B83.8 Egyéb meghatározott helminthiasisok
  - B83.9 Helminthiasis, k.m.n.

## Pediculosis, acariasis és egyéb infestatiók (B85–B89)
- B85 Tetvesség és lapostetvesség
  - B85.0 Fejtetű (Pediculus humanus capitis) által okozott tetvesség
  - B85.1 Ruhatetű (Pediculus humanus corporis) okozta tetvesség
  - B85.2 Tetvesség, k.m.n.
  - B85.3 Lapostetvesség
  - B85.4 Kevert tetvesség és lapostetvesség
- B86 Rühesség (scabies)
- B87 Légylárva okozta fertőzések (myiasis)
  - B87.0 Bőr myiasis
  - B87.1 Seb myiasis
  - B87.2 Szem myiasis
  - B87.3 Orr-garat myiasis
  - B87.4 Fül myiasis
  - B87.8 Egyéb lokalizációjú myiasisok
  - B87.9 Myiasis, k.m.n.
- B88 Egyéb infestatiók
  - B88.0 Egyéb atkás fertőzések
  - B88.1 Tungiasis [homoki bolha infestatio]
  - B88.2 Egyéb ízeltlábúak által okozott fertőzések
  - B88.3 Külső hirudiniasis
  - B88.8 Egyéb meghatározott fertőzések
  - B88.9 Parazita fertőzés k.m.n.
- B89 Parazita-betegség, k.m.n.

## Fertőző- és élősdiek okozta betegségek következményei (B90–B94)
- B90 A gümőkór következményei
  - B90.0 A központi idegrendszer gümőkórjának következményei
  - B90.1 A húgyivarrendszer gümőkórjának következményei
  - B90.2 A csontok és ízületek gümőkórjának következményei
  - B90.8 Egyéb szervek gümőkórjának következményei
  - B90.9 Légzőszervi és k.m.n. gümőkór következményei
- B91 A gyermekbénulás következményei
- B92 A lepra következményei
- B94 Egyéb és k.m.n. fertőzések és élősdiek által okozott betegségek következményei
  - B94.0 Trachoma következményei
  - B94.1 A vírusos agyvelőgyulladás következményei
  - B94.2 A vírusos májgyulladás következményei
  - B94.8 Egyéb meghatározott fertőzések és élősdiek által okozott betegségek következményei
  - B94.9 K.m.n. fertőző és élősdiek által okozott betegségek következményei

## Baktériumok, vírusok és egyéb fertőző ágensek (B95–B97)
- B95 A streptococcus és staphylococcus, mint egyéb főcsoportokba tartozó betegségek kiváltó okai
  - B95.0 Streptococcus, A csoport, mint az egyéb főcsoportokba tartozó betegségek kiváltó oka
  - B95.1 Streptococcus, B csoport, mint az egyéb főcsoportokba tartozó betegségek kiváltó oka
  - B95.2 Streptococcus, D csoport, mint az egyéb főcsoportokba tartozó betegségek kiváltó oka
  - B95.3 Streptococcus pneumoniae, mint az egyéb főcsoportokba tartozó betegségek kiváltó oka
  - B95.4 Egyéb streptococcus fajok, mint az egyéb főcsoportokba tartozó betegségek kiváltó oka
  - B95.5 Streptococcus, k.m.n., mint az egyéb osztályba főcsoportokba tartozó betegségek kiváltó oka
  - B95.6 Staphylococcus aureus, mint az egyéb főcsoportokba tartozó betegségek kiváltó oka
  - B95.7 Egyéb staphylococcus, mint az egyéb főcsoportokba tartozó betegségek kiváltó oka
  - B95.8 Staphylococcus, k.m.n., mint az egyéb főcsoportokba tartozó betegségek kiváltó oka
- B96 Egyéb baktériumok, mint az egyéb főcsoportokba tartozó betegségek kiváltó okai
  - B96.0 Mycoplasma pneumoniae, mint az egyéb főcsoportokba tartozó betegségek kiváltó oka
  - B96.1 Klebsiella pneumoniae, mint az egyéb főcsoportokba tartozó betegségek kiváltó oka
  - B96.2 Escherichia coli, mint az egyéb főcsoportokba tartozó betegségek kiváltó oka
  - B96.3 Haemophilus influenzae, mint az egyéb főcsoportokba tartozó betegségek kiváltó oka
  - B96.4 Proteus (mirabilis)(morganii), mint az egyéb főcsoportokba tartozó betegségek kiváltó oka
  - B96.5 Pseudomonas (aeruginosa)(mallei)(pseudomallei), mint az egyéb főcsoportokba tartozó betegségek kiváltó oka
  - B96.5 Pseudomonas aeruginosa, mint az egyéb főcsoportokba tartozó betegségek kiváltó oka
  - B96.6 Bacillus fragilis, mint az egyéb főcsoportokba tartozó betegségek kiváltó oka
  - B96.7 Clostridium perfringens, mint az egyéb főcsoportokba tartozó betegségek kiváltó oka
  - B96.8 Egyéb meghatározott baktériumok, mint az egyéb főcsoportokba tartozó betegségek kiváltó oka
- B97 Vírusok, mint az egyéb főcsoportokba tartozó betegségek kiváltó okai
  - B97.0 Adenovírus, mint az egyéb főcsoportokba tartozó betegségek kiváltó oka
  - B97.1 Enterovírus, mint az egyéb főcsoportokba tartozó betegségek kiváltó oka
  - B97.2 Coronavírus, mint az egyéb főcsoportokba tartozó betegségek kiváltó okai
  - B97.3 Retrovírus, mint az egyéb főcsoportokba tartozó betegségek kiváltó oka
  - B97.4 Respiratorikus syncytialis vírus, mint az egyéb főcsoportokba tartozó betegségek kiváltó oka
  - B97.5 Reovírus, mint az egyéb főcsoportokba tartozó betegségek kiváltó oka
  - B97.6 Parvovírus, mint az egyéb főcsoportokba tartozó betegségek kiváltó oka
  - B97.7 Papillomavírus, mint az egyéb főcsoportokba tartozó betegségek kiváltó oka
  - B97.8 Egyéb vírusok, mint az egyéb főcsoportokba tartozó betegségek kiváltó oka

## Egyéb fertőző betegségek (B99)
- B99 Egyéb és k.m.n. fertőző betegségek

| Sorszám | Főcsoport                                                                                                | BNO kódok |
| ------- | --- | --------- |
| 01      | BNO-10-01 – Fertőző és parazitás betegségek                                                              | A00–B99   |
| 02      | BNO-10-02 – Daganatok                                                                                    | C00–D48   |
| 03      | BNO-10-03 – A vér és a vérképző szervek betegségei és az immunrendszert érintő bizonyos rendellenességek | D50–D89   |
| 04      | BNO-10-04 – Endokrin, táplálkozási és anyagcsere betegségek                                              | E00–E90   |
| 05      | BNO-10-05 – Mentális és viselkedészavarok                                                                | F00–F99   |
| 06      | BNO-10-06 – Az idegrendszer betegségei                                                                   | G00–G99   |
| 07      | BNO-10-07 – A szem és függelékeinek betegségei                                                           | H00–H59   |
| 08      | BNO-10-08 – A fül és a csecsnyúlvány megbetegedései                                                      | H60–H95   |
| 09      | BNO-10-09 – A keringési rendszer betegségei                                                              | I00–I99   |
| 10      | BNO-10-10 – A légzőrendszer betegségei                                                                   | J00–J99   |
| 11      | BNO-10-11 – Az emésztőrendszer betegségei                                                                | K00–K93   |
| 12      | BNO-10-12 – A bőr és bőralatti szövet betegségei                                                         | L00–L99   |
| 13      | BNO-10-13 – A csont-izomrendszer és kötőszövet betegségei                                                | M00–M99   |
| 14      | BNO-10-14 – Az urogenitális rendszer megbetegedései                                                      | N00–N99   |
| 15      | BNO-10-15 – Terhesség, szülés és a gyermekágy                                                            | O00–O99   |
| 16      | BNO-10-16 – A perinatális szakban keletkező bizonyos állapotok                                           | P00–P96   |
| 17      | BNO-10-17 – Veleszületett rendellenességek, deformitások és kromoszómaabnormitások                       | Q00–Q99   |
| 18      | BNO-10-18 – Máshova nem osztályozott panaszok, tünetek és kóros klinikai és laboratóriumi leletek        | R00–R99   |
| 19      | BNO-10-19 – Sérülés, mérgezés és külső okok bizonyos egyéb következményei                                | S00–T98   |
| 20      | BNO-10-20 – A morbiditás és mortalitás külső okai                                                        | V01–Y98   |
| 21      | BNO-10-21 – Az egészségi állapotot és egészségügyi szolgálatokkal való kapcsolatot befolyásoló tényezők  | Z00–Z99   |
| (22)    | BNO-10-22 – Speciális kódok                                                                              | U00–U99   |